# 突頜月鰺
突頜月鰺（学名：Selene vomer），為輻鰭魚綱鱸形目鱸亞目鰺科月鰺屬下的一個種，分布於西大西洋區，從加拿大至烏拉圭海域及半鹹水域，包括加勒比海及墨西哥灣，深度1-53公尺，體短呈菱形且側扁，頭部輪廓陡峭且額頭突起，腹鰭相當短，尾鰭叉形，體無鱗，第二背鰭及臀鰭軟條延伸呈絲狀，體色銀色，帶有藍綠色光澤，背鰭硬棘9枚、背鰭軟條23枚、臀鰭硬棘3枚、臀鰭軟條18枚，體長可達48.3公分，體重可達2.1公斤。棲息在沿海岩石或沙底質底層水域，稚魚會出現在河口，成群出現，屬肉食性，以甲殼類、魚類及多毛類等為食，可做為食用魚、遊釣魚及觀賞魚，有雪卡魚毒的紀錄。

## 圖鑑

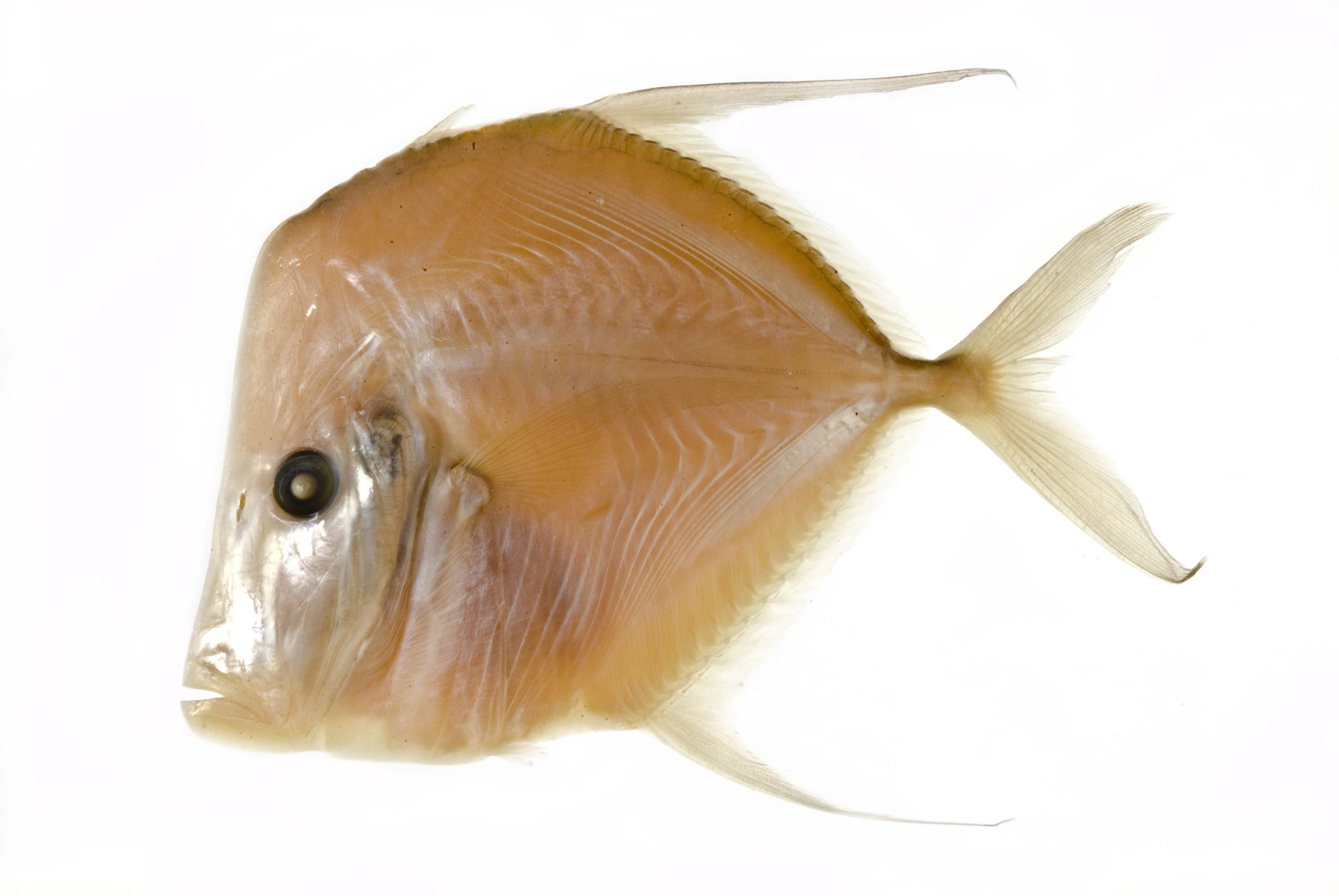
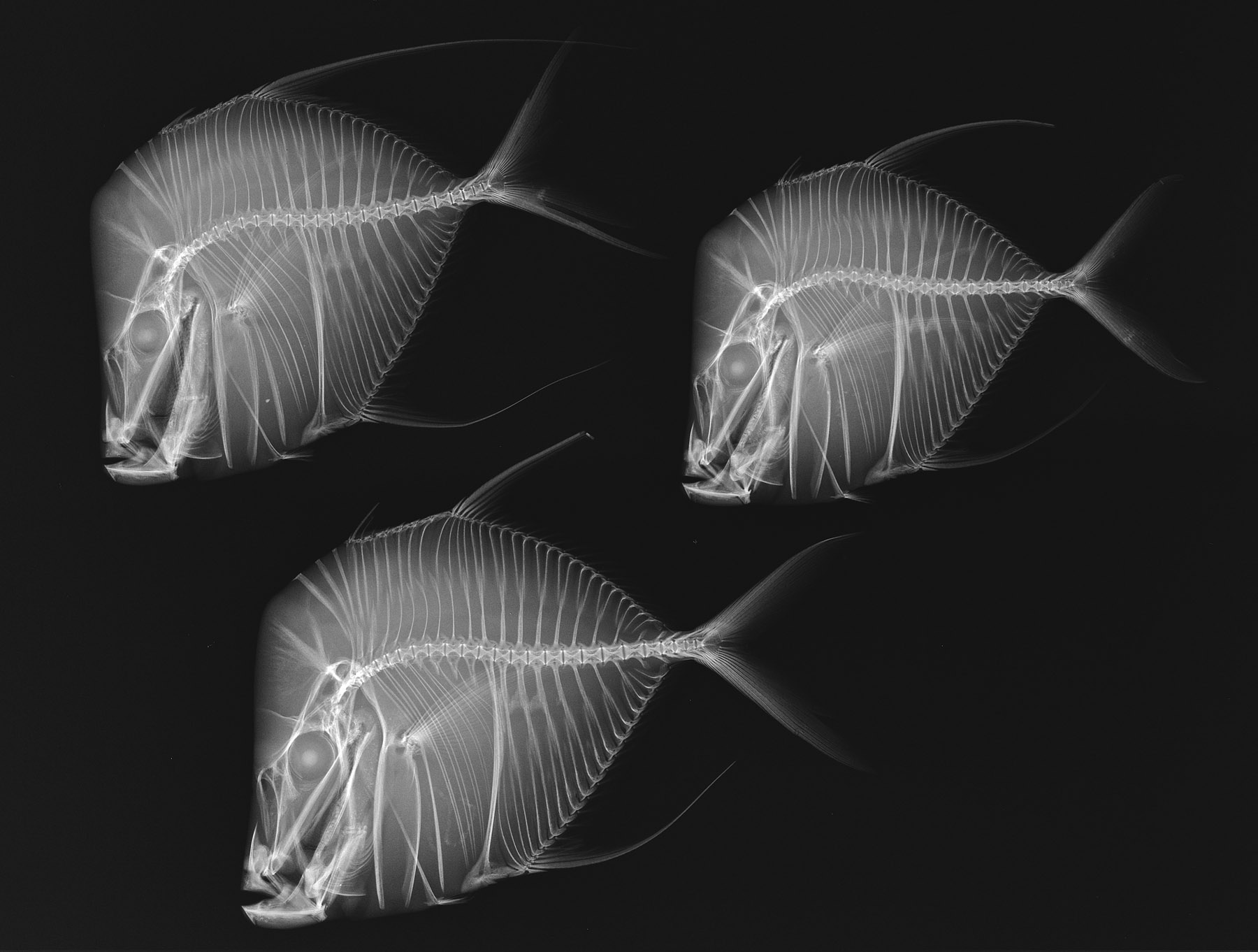
X光照
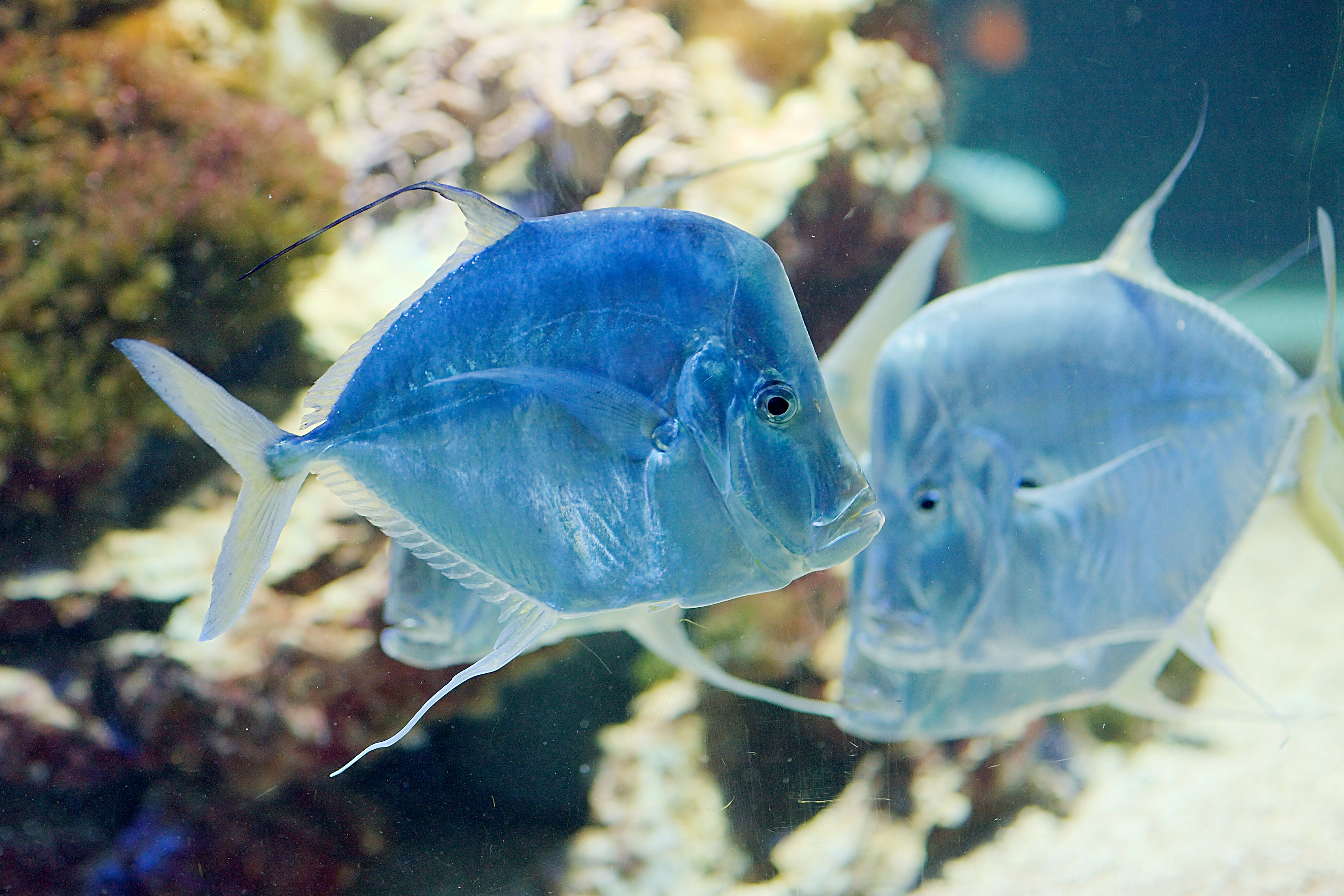
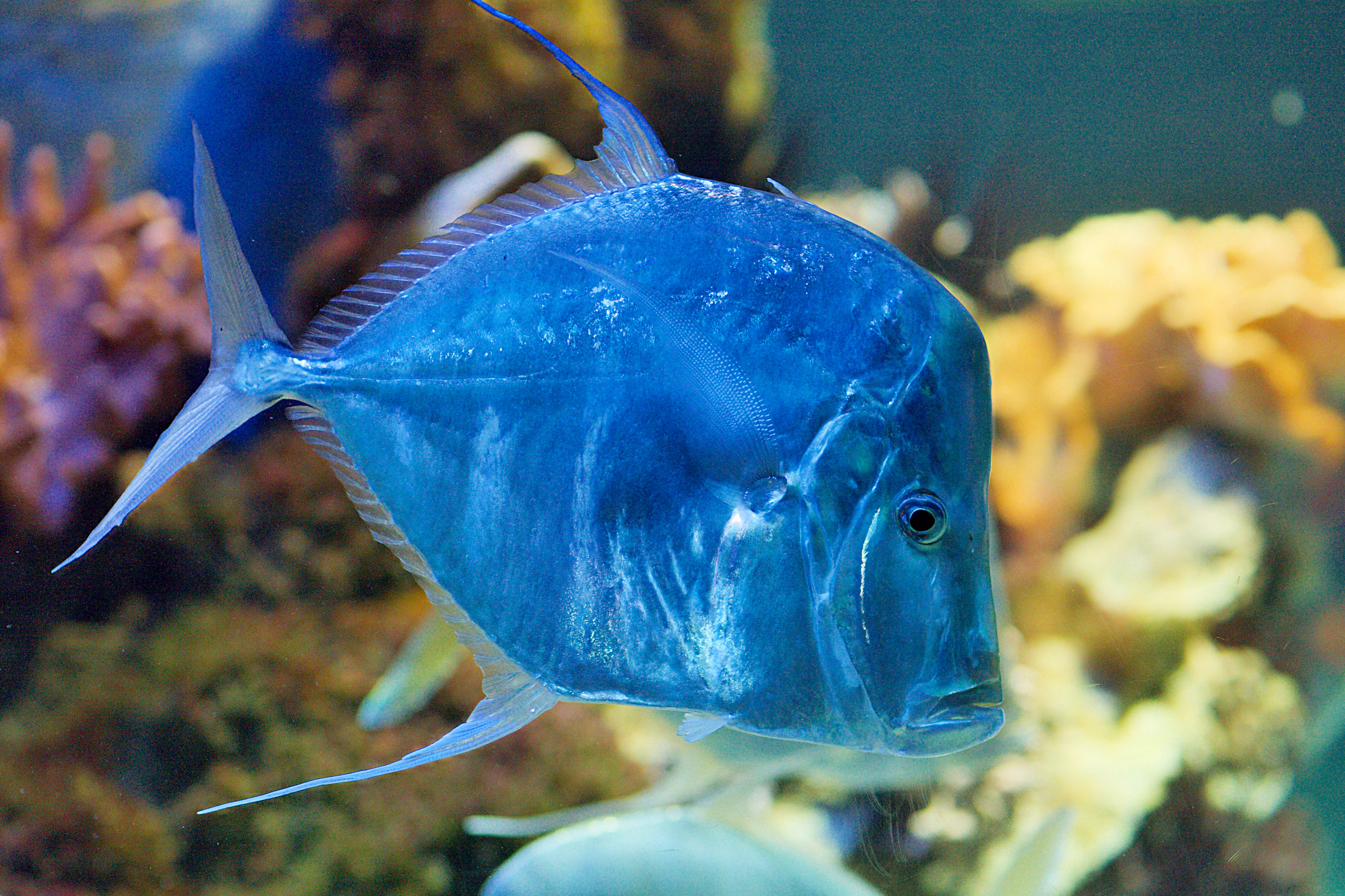
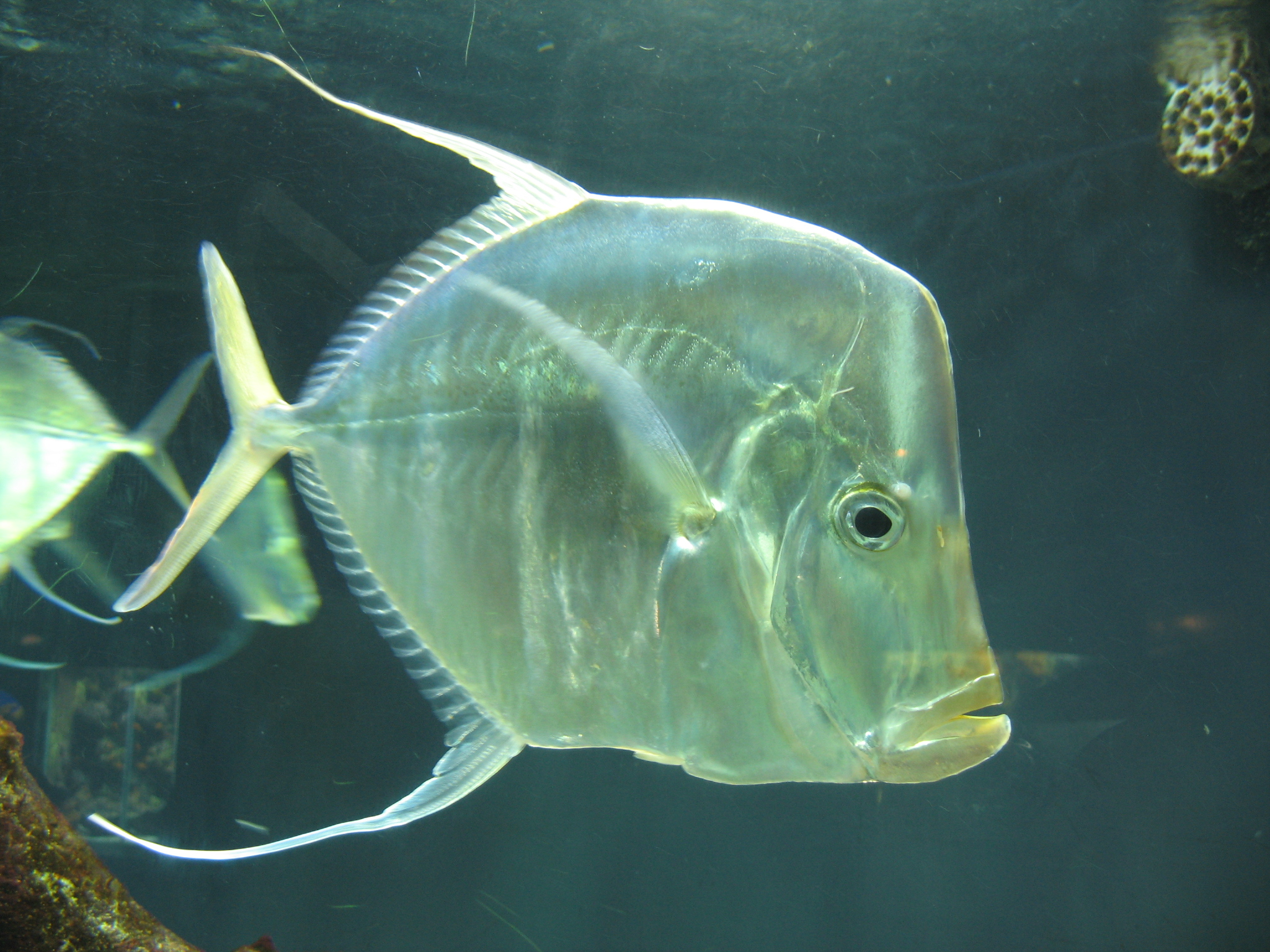